# Wake Me
Wake Me è il primo album in studio del gruppo musicale statunitense Grey Daze, pubblicato nel 1994 dalla Grey Daze Publishing.
Nel gennaio 2023 il disco è stato ristampato nuovamente su CD e per la prima anche su LP attraverso una collaborazione con la rivista Revolver.

## Tracce
Testi di Chester Bennington e Sean Dowdell, musiche di Grey Daze.
1. What's in the Eye? – 4:26
2. Spin – 2:41
3. Morei Sky – 4:49
4. Wake Me – 2:50
5. Starting to Fly – 4:37
6. Sometimes – 3:33
7. Holding You – 3:24
8. Hole – 3:36
9. Believe Me – 3:18
10. Here, Nearby – 3:35
11. She Shines – 3:35
12. Shouting Out – 3:10

## Formazione
Gruppo
- Jason Barnes – chitarra
- Chester Bennington – voce
- Sean Dowdell – batteria
- Jonathan Krause – basso

Altri musicisti
- Kimberly Rogers – cori (traccia 12)

Produzione
- David Knauser – produzione, registrazione, missaggio
- Grey Daze – produzione
- Billy Spoon – assistenza al missaggio
- Dan Manriquez – assistenza al missaggio